# Tågrånet vid Fairbank

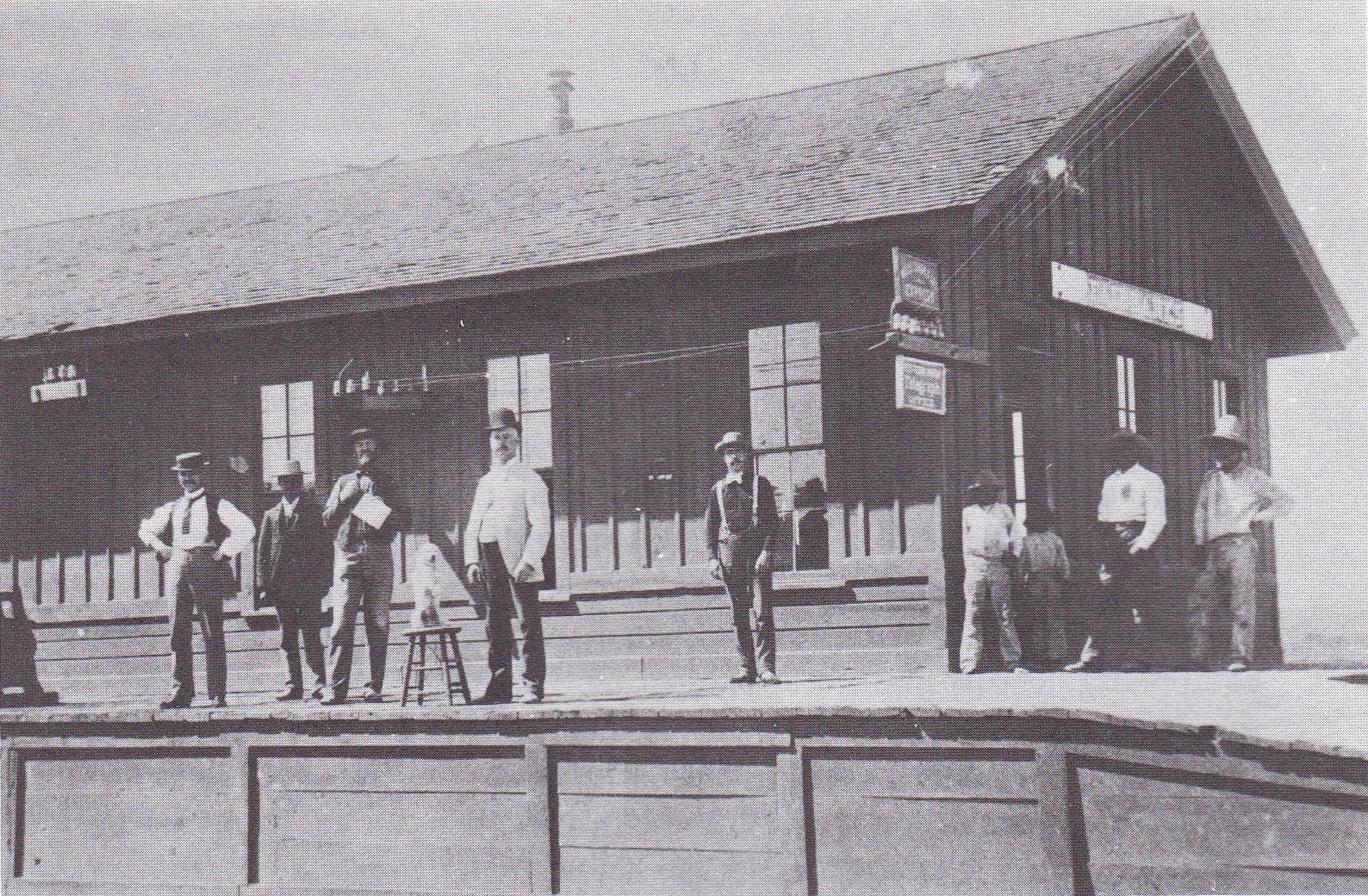
Järnvägsstationen i Fairbank ungefär år 1900.

Tågrånet vid Fairbank genomfördes under natten den 15 februari år 1900 i staden Fairbank i Arizona av en grupp banditer som försökte plundra en postvagn tillhörande expressbolaget Wells Fargo. Rånförsöket avstyrdes av vaktmannen Jeff Milton som dödligt sårade "Trefingrade Jack" Dunlop i en skottväxling där han själv skadades. Tågrånet var unikt för att det var ett av få som skedde på en offentlig plats och var också ett av de sista under vilda västerns tidsepok.